# Звезда Алтая
«Звезда́ Алта́я» — массовая газета издающаяся в Республике Алтай.
Газета «Звезда Алтая» — официальный печатный орган Правительства Республики Алтай и Государственного собрания — Эл-Курултай Республики Алтай. В газете печатается информация о политической, экономической, социальной и культурной жизни Республики Алтай. Публикуются официальные документы (указы, постановления) Правительства Республики Алтай и Главы, а также законы принимаемые Государственным собранием — Эл-Курултай Республики Алтай.
Газета выходит раз в неделю, каждую среду.
Тираж 5000 экземпляров.

## История
Первый коллектив газеты был создан 3 октября 1922 года на заседании Ойротского обкома РКП(б), тогда издание было названо «Ойротский край». Первый номер на русском языке вышел 7 ноября 1922 года в Улале тиражом в одну тысячу экземпляров.
За время своего существования издание несколько раз меняло название: «Ойротский край» (1922—1931), «Красная Ойротия» (1932—1947), «Звезда Алтая» (с 1948-го).
4 ноября 1972 года по Указу Верховного Совета СССР газеты «Звезда Алтая» и «Алтайдын Чолмоны» (версия на алтайском языке) были награждены орденом «Знак Почёта».